# Гіполігандний комплекс
Гіполігандний комплекс (рос. гиполигандный комплекс, англ. hypoligand complex) — октаедричний комплекс МХ6 , що має в складі перехідний елемент групи заліза, або елемент груп паладію і платини, в електронній структурі якого 3d-орбіталі не беруть участі в утворенні зв'язку. Зв'язки утворюються з використанням 4s- і трьох 4p-орбіталей або з використанням чотирьох вказаних орбіталей і двох 4d-орбіталей. Ліганди в цих комплексах зв'язані значно слабкіше, ніж у комплексах з іншими електронними структурами.